# Route Nazionale 2014
La Route nazionale 2014 è stato un evento organizzato dall'AGESCI (Associazione Guide e Scouts Cattolici Italiani) che si è tenuto dall'1 al 10 agosto 2014 in Italia. L'evento era rivolto ai Rover ed alle Scolte dell'Associazione, cioè i giovani e le giovani fra i 16 ed i 21 anni.

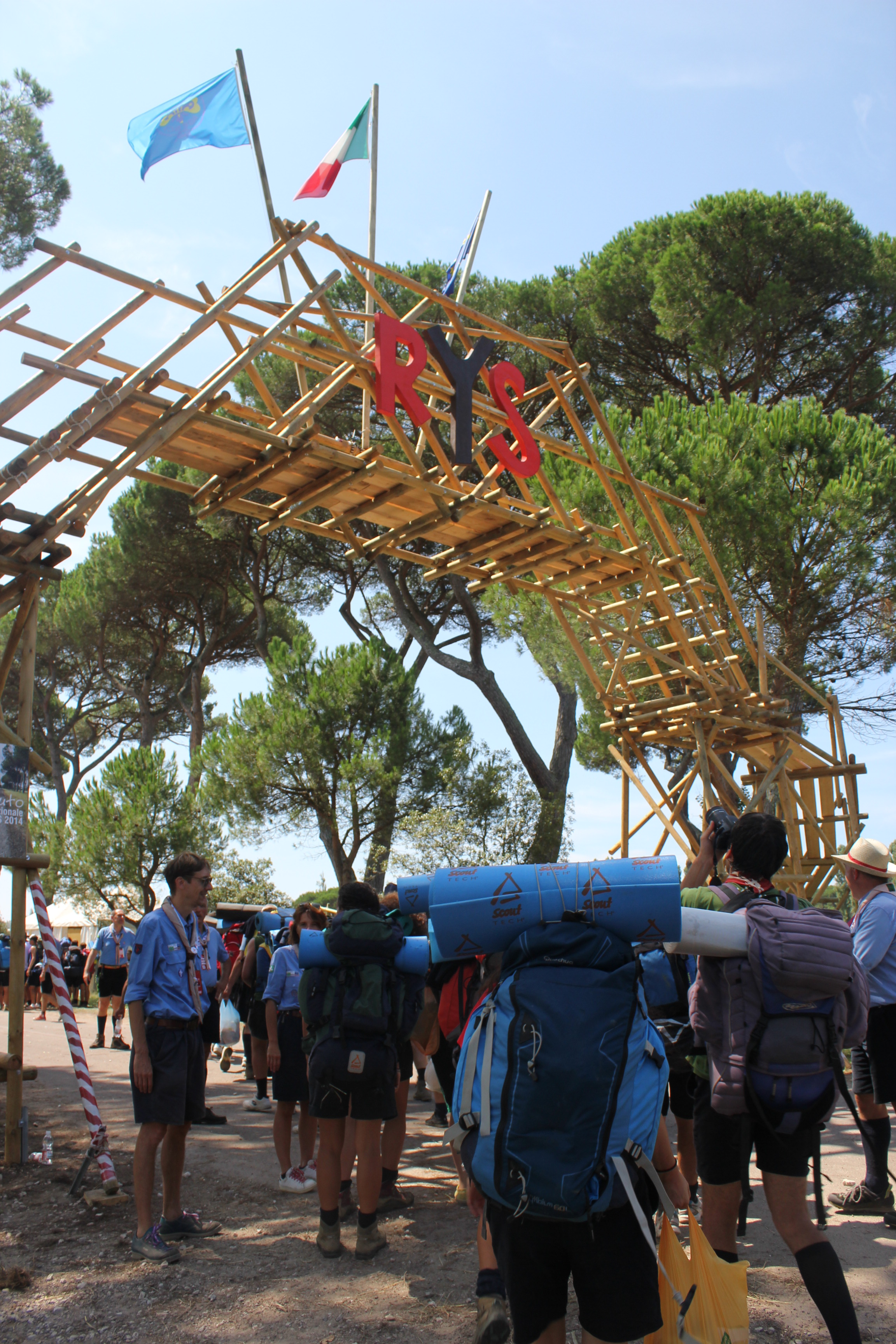
Il portale di ingresso al campo fisso

 L'evento si è svolto in due momenti distinti: la route mobile, dal 1 al 6 agosto, durante il quale le 1543 unità Rover/Scolte iscritte, suddivise in 456 clan di formazione, hanno percorso le strade di coraggio d'Italia, per poi ritrovarsi a San Rossore, nel Parco naturale di Migliarino, San Rossore, Massaciuccoli, e vivere così il secondo momento dell'evento, ovvero il campo fisso, dal 6 al 10 agosto. La route ha coinvolto 30.000 giovani dai 16 ai 21 anni, ragazzi e ragazze provenienti da quasi 1.500 differenti gruppi locali delle 20 regioni italiane, che a piedi, zaino in spalla hanno attraversato insieme strade in montagne, città e villaggi, hanno incontrato e conosciuto le tante realtà dell'Italia e le storie di coraggio che i territori hanno loro raccontato. Ospiti dell'evento anche 200 giovani stranieri provenienti da Paesi europei, arabi, africani.
Si tratta della terza Route nazionale organizzata dopo quelle del 1975 (La Mandria in Piemonte) e del 1986 (Piani di Pezza in Abruzzo). Obiettivo finale di questo raduno è stato la stesura della Carta del Coraggio, documento portavoce degli impegni che ogni Clan intendeva raggiungere negli anni successivi.

## La storia
La route nazionale 2014 viene ideata e progettata a partire dall'11 novembre 2012 fra Brescia, Napoli e Assisi da parte dei capi della branca Rover/Scolte a distanza di 28 anni dalla precedente.
Il motto della route è One Way a voler indicare che tutti i Rover e le Scolte si muovono uniti nella stessa direzione.
La route ha avuto una sua canzone ufficiale scelta su un portale web tramite un concorso vinto dai clan "Falco" Modena 4 e "La sorgente" Modena 7, la loro canzone è stata intitolata Strade di coraggio. La route è stata senza alcun dubbio la prima Route Social seguita da dirette televisive su TV2000 ed attraverso i canali social presenti sul web come Facebook e Twitter.

## I capitoli della Route
Ciascuna comunità di clan, durante l'anno, nel corso della preparazione all'evento, ha lavorato per il raggiungimento di un obbiettivo, definito nel gergo Scout "Capitolo". Questo riguardava il tema sul quale la Route era incentrata: "Strade di coraggio". Tale tema è stato suddiviso in cinque diversi ambiti:
- Coraggio di Amare
- Coraggio di farsi ultimi
- Coraggio di liberare il futuro
- Coraggio di essere cittadini
- Coraggio di essere Chiesa

In questa Route Nazionale i rover e le scolte hanno scelto di affrontare una di queste strade lavorando e confrontandosi su determinate problematiche afferenti ad una delle strade indicate. Ciascun capitolo si è poi concluso con azioni concrete di coraggio.

## I campi mobili
Non si è svolto un unico campo mobile, ma 456 route differenti e contemporanee ognuna delle quali era costituita da più comunità R/S italiane gemellate fra loro. 
Ciascun campo mobile si è svolto in una delle 20 regioni Italiane. Ogni Clan iscritto ha scelto di ospitare o essere ospitato. 
I clan ospitanti hanno organizzato il percorso e le attività di questa prima parte.
In questo periodo di spostamento durato 5 giorni, le comunità si sono confrontate sulle diverse azioni di coraggio intraprese e sulla carta del coraggio. Le idee emerse nel corso del campo mobile, sono state in seguito riportate da un alfiere eletto rappresentante di ogni route presso il raduno di San Rossore.

## Il campo fisso
Il campo fisso presso il parco di San Rossore ha accolto oltre 30000 scout suddivisi in sei quartieri: il quartiere della gioia, della speranza, della responsabilità, della fedeltà, della novità e del servizio.
- Settore A, quartiere della gioia: le strutture che costeggiavano la direttrice principale del parco, la via del coraggio, erano le due aree artigianali intitolate a Guido Rossa. Al centro del quartiere vi era la "Piazza San Francesco".
- Settore B, quartiere della speranza: aveva come riferimento la "Piazza San Giorgio" ed era separato dal settore C dalla "Piazza del coraggio".
- Settore C, quartiere della responsabilità: presentava l'area artigianale "Adriano Olivetti" e la "Piazza San Paolo".
- Settore D, quartiere della fedeltà: collocata in linea con il settore C era attraversata da via del coraggio ed ospitava l'area artigianale intitolata a "Marco Biagi" e la "Piazza Santa Chiara".
- Settore E, quartiere della novità: situata alla sinistra del settore D ospita la "Piazza Santa Caterina" e l'area artigianale "Massimo D'Antona".
- Settore F, quartiere del servizio: si trattava di un'area situata all'esterno del campo principale, a cui aveva accesso il solo staff.

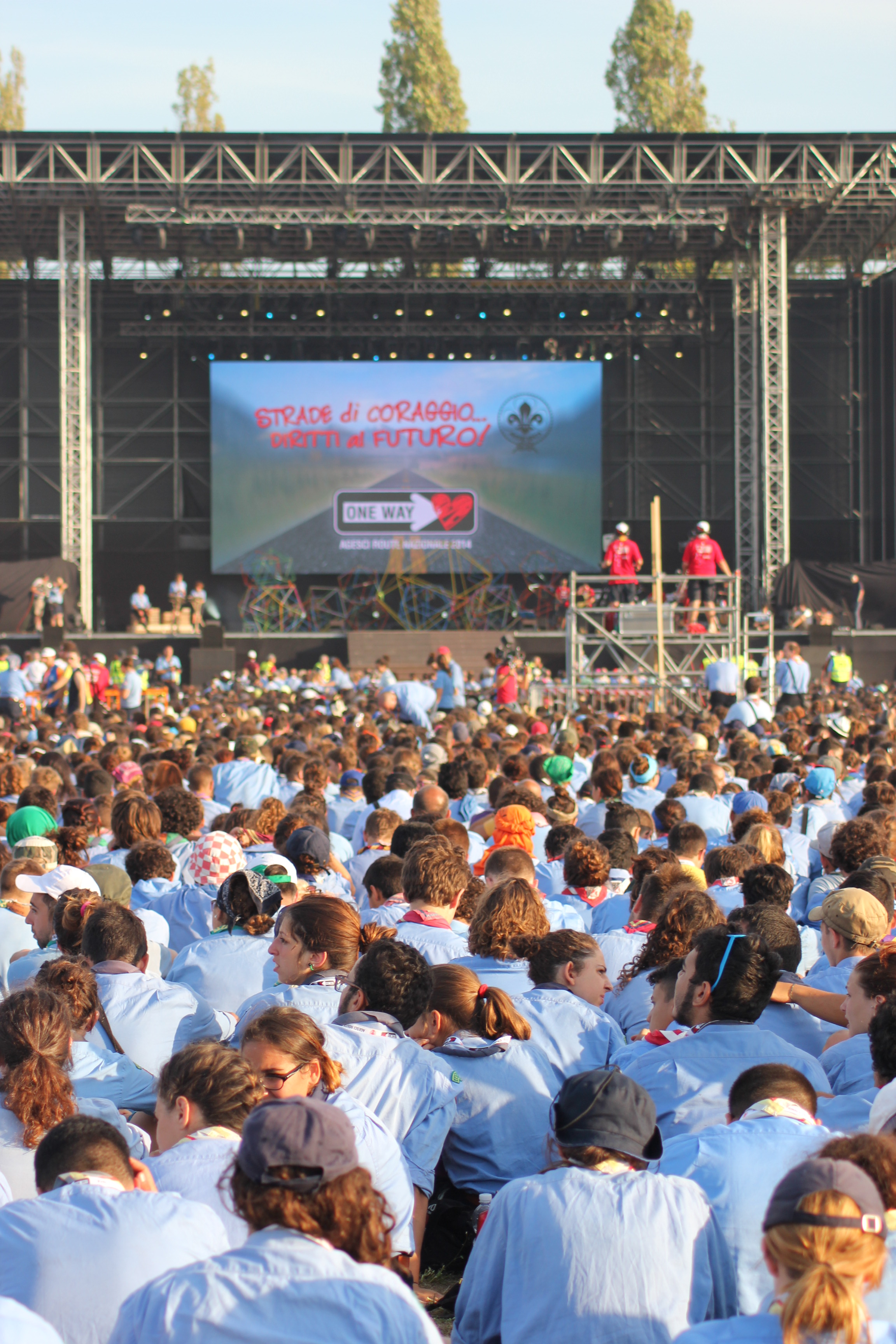
Il campo del futuro: Cerimonia di apertura

Alla fine di via del coraggio vi era il campo del futuro, una vastissima radura nella quale si è svolta la cerimonia di apertura dell'evento e la veglia conclusiva durante l'ultima notte della route. In ogni quartiere era stato allestito un palco per eventi minori, mentre nel campo del futuro era presente il palco principale, destinato agli eventi maggiori.
La via del coraggio, che doveva il nome al capitolo comune dei clan italiani, era lunga circa 5 km; le tende erano montate nella radura a destra della via, mentre l'area alla sua sinistra era adibita a vari tipi di laboratori. A frequenti e costanti intervalli erano posizionati servizi igienici e rubinetti, presenti in numero elevato per ovvi motivi organizzativi. 
Il giorno 7 agosto si è svolta la cerimonia di apertura dove, dopo 3 ore di attesa per via dei lunghi spostamenti dai vari sottocampi verso il luogo del raduno, il presidente della regione Toscana Enrico Rossi, preceduto dall'intrattenimento della scout band e dal comico Edo, ha dato il suo caloroso benvenuto all'immensa folla di scout radunatasi a San Rossore. A seguire anche altre importanti figure hanno voluto augurare una buona permanenza nel campo e incoraggiare i giovani ad avere sempre gli occhi rivolti al futuro. Tra questi sono da evidenziare: il sindaco di Pisa Marco Filippeschi, il presidente della tenuta di San Rossore Manfredi Fabrizio, il quale ha illustrato agli scout come la tenuta sia sempre stata un luogo di fondamentale importanza per la storia dell'associazione, l'arcivescovo metropolita di Pisa Giovanni Paolo Benotto e l'arcivescovo di Firenze e presidente della Conferenza episcopale toscana Giuseppe Betori. A questi discorsi non poteva non aggiungersi il messaggio inviato dal presidente della repubblica Giorgio Napolitano che ha voluto ringraziare gli scout per il loro entusiasmo e la loro testimonianza. il resto della cerimonia è stata seguita dagli incaricati nazionali: Elena Bonetti e Sergio Buttiglioni che hanno rivolto un loro personale ringraziamento non solo agli incaricati regionali ma anche a tutte le associazioni, pattuglie e singoli che hanno deciso di dare il loro contribuito all'evento. A fine route è da segnalare la presenza del presidente del Consiglio Matteo Renzi (in gioventù era stato scout, poi capo e redattore della rivista R/S Camminiamo insieme) con la moglie e il cardinale Angelo Bagnasco. Infine Papa Francesco ha invece portato il suo saluto con una telefonata.
Il 5 settembre 2015 il viale del coraggio (già stradone delle Cascine) viene intitolato "Viale Aquile Randagie" in una http://www.agesci.it/2015/09/05/a-san-rossore-si-inaugura-il-viale-delle-aquile-randagie/ alla presenza di uno dei membri dello storico gruppo e delle autorità cittadine del comune di Pisa.

## I laboratori
Durante la parte fissa della route, nei giorni 8 e 9 agosto si sono svolti 650 laboratori e 33 tavole rotonde, che si sono ripetuti tre volte. Nel corso dei laboratori si sono approfonditi i diversi tipi di coraggio proposti durante la route. I laboratori sono stati tenuti da 1000 animatori costituiti da capi, rover, scolte dell'associazione e persone esterne appartenenti a diverse associazioni che hanno offerto il loro servizio a titolo gratuito.

## I numeri della route
Il raduno è arrivato a contare 31072 persone, distribuite in 5 quartieri compreso tra 5000/6000 unità, più un quartiere riservato al personale di servizio. Le oltre 10000 tende montate, nei 5 km del parco, hanno dato vita a una vera e propria città munita di 5 piazze con palco, circa 3000 servizi igienici e 700 docce. 
All'evento hanno partecipato 1584 unità di clan/fuoco di cui 1519 Agesci riunite in 456 route-gemellaggi. I campi mobili si sono svolti per il 56% (259 route) nel Nord Italia; 28% (127 route) nel Centro Italia; 16% (70 route) nel Sud Italia.
La route più numerosa contava 72 partecipanti, la meno numerosa 40. La route con maggior numero di unità clan/fuoco 5, la route con il minor numero di unità 2. Il clan più numeroso contava 51 R/S, il meno numeroso 3. 104 erano gli scout stranieri, 3 i continenti rappresentati, 11 le nazioni, 24 AGECS (Associazione guide esploratori cattolici sammarinesi), 26 CNGEI (Corpo nazionale giovani esploratori ed esploratrici italiani), 30 SZSO (Slovenska Zamejska Skavtska Organizacija, "Associazione Scout Sloveni in Italia").

## Le canzoni della Route
In occasione della Route Nazionale è stato aperto un concorso con l'obiettivo di individuare la canzone dell'evento.
Le canzoni che sono passate alle fasi finali, e utilizzate durante la manifestazione, sono state otto.
- Strade di Coraggio (canzone vincitrice)
- Il Coraggio nei piedi
- Ho scelto di partire
- Le strade del cuore
- La direzione dei cuori
- Il Coraggio cambia il mondo
- Lungo la Strada
- È ora di partire

## La Carta del Coraggio
L'obiettivo principale della Route Nazionale è stato quello di dare voce a 30000 ragazzi che con i loro ideali e richieste provano a migliorare il loro futuro per renderlo appunto un posto migliore in cui vivere. I ragazzi partecipanti hanno esposto i loro ideali e le loro richieste all'interno della Carta del Coraggio elaborata e scritta nei giorni del campo fisso, che punta a svolgere un decisivo cambiamento all'interno della società.